# Eutreptiella dofleinii
Eutreptiella dofleinii ((Schiller) Pascher), secondo una classificazione filogenetica  è una specie del supergruppo Excavata appartenente alla famiglia Eutreptiaceae.
La classificazione come specie degli esemplari ritrovati è tuttavia oggetto di controversie, dunque lo stato tassonomico di queste entità è tuttavia oggetto di investigazione, in quanto successivamente alcuni di questi ritrovamenti sono stati identiicati come appartenenti alla specie Eutreptiella marina..

## Caratteristiche
Eutreptiella dofleinii è stata ritrovata per la prima volta da Pascher..